# Tornanádaska (nádraží)
Tornanádaska je železniční stanice v maďarské obci Tornanádaska, která se nachází v župě Borsod-Abaúj-Zemplén. Stanice byla otevřena v roce 1892, kdy byla zprovozněna trať mezi obcemi Sajóecseg a Turňa nad Bodvou.

## Provozní informace
Stanice má celkem 1 nástupní hranu. Ve stanici není možnost zakoupení si jízdenky. Provozuje ji společnost MÁV.

## Doprava
Končí zde osobní vlaky z Miškovce.

## Tratě
Stanicí prochází tato trať:
- Miškovec–Sajóecseg–Tornanádaska (MÁV 94)